# Frederick Hauck
Frederick Hamilton Hauck  (* 11. dubna 1941 v Long Beach, Kalifornie, USA) je bývalý americký armádní letec a astronaut, který se zúčastnil letů s raketoplány Space Shuttle.

## Život

### Mládí a výcvik
Po základní a střední škole absolvoval vysokou školu Tufts University a v roce 1962 získal titul inženýra fyziky. Na Massachusettském technologickém institutu (MIT) v Massachusetts získal titul magistra v oboru jaderné fyziky. Poté byl v armádě letcem u vojenského námořnictva, výkonným důstojníkem ve stíhací eskadře One Four Five ve Whidbey Islandu v Oak Harbor ve Washingtonu. Do týmu astronautů NASA byl zapsán v roce 1978.. Používal přezdívku Rick.

### Lety do vesmíru
První svůj let absolvoval na raketoplánu Challenger v červnu 1983, velitelem mu byl Robert Crippen, dalšími kolegy v posádce byli Norman Thagard a Sally Rideová. Během šestidenního letu vypustili dvě družice a jednu později několikrát cvičně zachytili a nakonec se s ní vrátili k Zemi.
O rok později, v roce 1984, letěl do vesmíru raketoplánem Discovery. Byl jejím velitelem a místo v pilotním křesle zaujal nováček David Walker. Jako letoví specialisté figurovali Joseph Allen a Dale Gardner. Ovládání „kanadské ruky“ měla na starosti Anna Fisherová. Hned poté, co se dostali na oběžnou dráhu, vypustili kanadskou družici Anik D2 a druhý den vojenskou družici Leasat 1. Pak se jim podařilo odchytit z oběžných drah družice Westar 6 a Palapa B2 a vrátit se s nimi na Zemi po sedmi letových dnech na Kennedyho vesmírné středisko. Díky splněným úkolům byla mise pro NASA výdělečným podnikem.
Jeho třetí let se uskutečnil o čtyři roky později, opět raketoplánem Discovery. Posádka byla ve složení Frederick Hauck, pilot plk. USAF Richard Covey a tři letoví specialisté: pplk. David Hilmers, John Lounge a George Nelson. Během čtyřdenního letu STS-26 vypustili družici typu TDRS.
Během třech svých letů strávil ve vesmíru 18 dní. Je zapsán jako 119. člověk ve vesmíru.
- STS-7 Challenger (18. června 1983 – 24. června 1983)
- STS-51-A Discovery (8. listopadu 1984 – 16. listopadu 1984)
- STS-26 Discovery (29. září 1988 – 3. října 1988)

### Po ukončení letů
V dubnu 1989 z NASA odešel a krátce poté se stal ředitelem U.S. Navy Space Systems Div., ve Washingtonu. V roce 1993 se stal prezidentem společnosti International Technology Underwriters, Bethesda, MD.